# 黄埔图书馆站
黄埔图书馆站是黄埔有轨电车2号线的车站，位于中国广东省广州市黄埔区香雪大道与开萝大道路口东侧，黄埔区图书馆总馆北侧，于2025年6月20日随黄埔有轨2号线北段通车而正式启用。

## 车站结构
本站为地面岛式车站。
| 地面 | 轨道（西） | █黄埔有轨2号线 地铁香雪方向（下站：地铁香雪） |  |  |
|      | 岛式站台   |                                               |  |  |
|      | 轨道（东） | █黄埔有轨2号线 开源大道东方向（下站：下中路） |  |  |

## 接驳交通
| 公交（黄埔区图书馆北门站） \| 编号 \| 编号 \| 线路 \| 线路 \| 线路 \| 收费 \| 备注 \| \| ---- \| ---- \| -------------------- \| ---- \| ---------------------- \| ---- \| ---------------- \| \| \| 327 \| 萝岗香雪（梅花世界） \| ⇆ \| 长岭路（贤江西） \| 2元 \| 20–30分/班 \| \| \| 375 \| 凤凰城（凤馨苑） \| ⇆ \| 黄埔低空经济创新中心 \| 2元 \| 不大于20–30分/班 \| \| \| 942 \| 永和禾丰新村 \| ↺ \| 开萝大道（地铁香雪站） \| 2元 \| \| |      |                      |      |                        |      |                  |
| 编号 | 编号 | 线路                 | 线路 | 线路                   | 收费 | 备注             |
| | 327  | 萝岗香雪（梅花世界） | ⇆    | 长岭路（贤江西）       | 2元  | 20–30分/班       |
| | 375  | 凤凰城（凤馨苑）     | ⇆    | 黄埔低空经济创新中心   | 2元  | 不大于20–30分/班 |
| | 942  | 永和禾丰新村         | ↺    | 开萝大道（地铁香雪站） | 2元  |                  |

## 历史
2020年12月29日至2021年1月3日间，尚未完工的黄埔有轨2号线短暂开放游客试乘。所有列车皆往返于本站和香雪公园站间，以方便游客前往香雪公园赏梅。
2025年6月20日，本站随2号线北段开通初期运营而正式投入使用。